# Клименко Іван Петрович (секретар обкому)
Іван Петрович Клименко  — український радянський партійний діяч, 2-й секретар Сумського обласного комітету КП(б)У.

## Біографія
Член ВКП(б) з 1930 року.
Перебував на відповідальній партійній роботі.
У травні 1944 — березні 1948 року — секретар Сумського обласного комітету КП(б)У із кадрів.
У березні 1948 — січні 1951 року — 2-й секретар Сумського обласного комітету КП(б)У.
Подальша доля невідома.

## Нагороди
- орден Трудового Червоного Прапора (23.01.1948)
- ордени
- медалі